# Keith Glennan
Thomas Keith Glennan (Enderlin, 8 de setembro de 1905 – Mitchellville, 11 de abril de 1995) foi um engenheiro eletricista estadunidense. Formado pela Universidade Yale, foi o primeiro administrador da NASA, entre 1958-1961.